# دیوید اسپروسون
دیوید اسپروسون (به انگلیسی: David Sproxton؛ زادهٔ ۶ ژانویه ۱۹۵۴) یکی از بنیانگذاران استودیوی آردمن انیمیشن با پیتر لرد است. اسپروسون در ۱۷ ژوئن ۲۰۰۶ نشان امپراتوری بریتانیا را دریافت کرد.
در مه ۲۰۰۶، اسپروسون (به همراه پیتر لرد) از «آردمن انیمیشن» در موزه جیبوری در میتاکا، توکیو، ژاپن بازدید کرد، و در آنجا با هایائو میازاکی ملاقات کرد. میازاکی مدت‌ها طرفدار آثار آردمن انیمیشن بوده‌است.